# Konstanty Jakimowicz

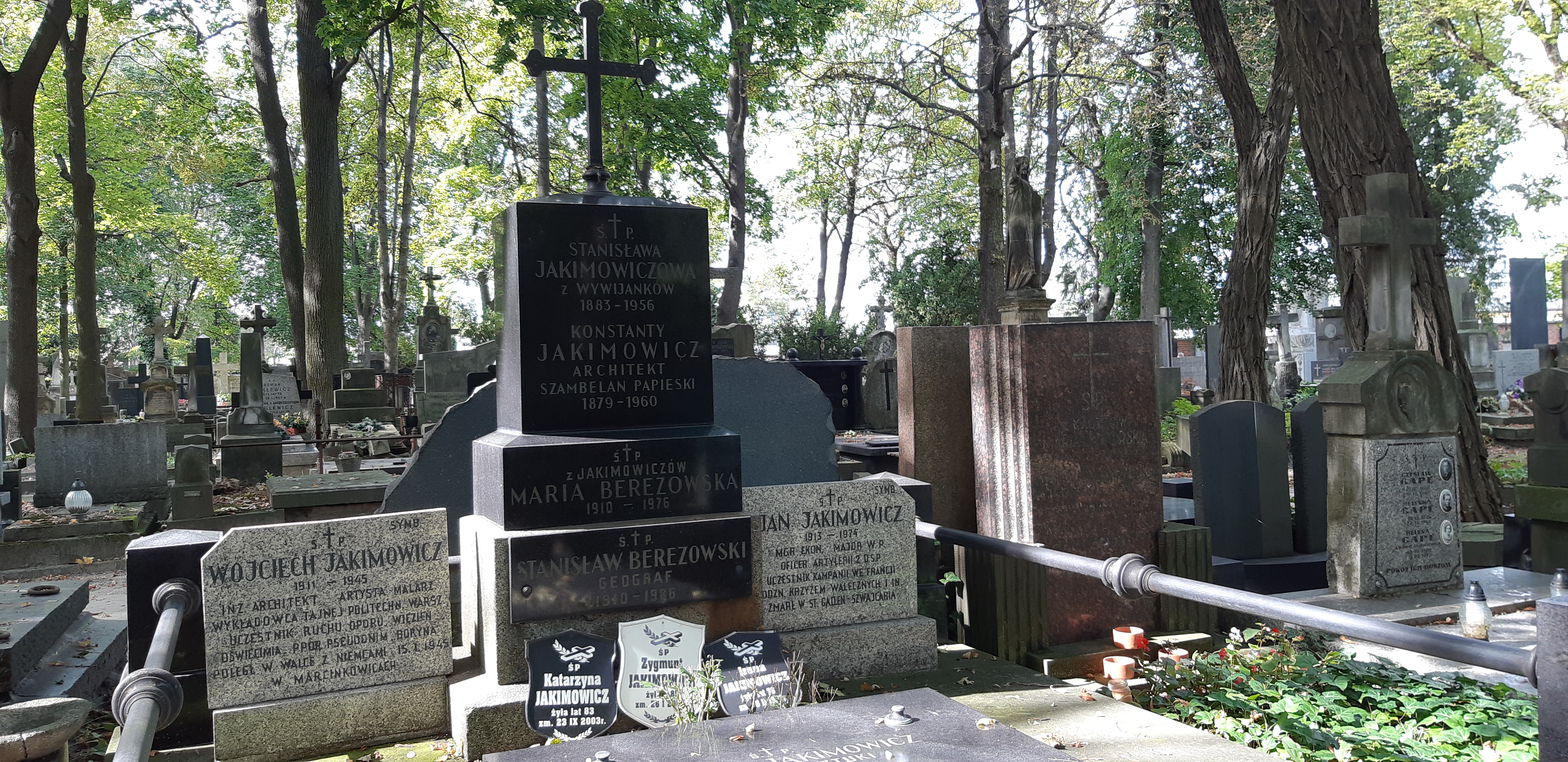
Grób Konstantego Jakimowicza na cmentarzu Powązkowskim w Warszawie

Konstanty Sylwin Jakimowicz (ur. 17 lutego 1879 w Warszawie, zm. 3 lipca 1960 tamże) – architekt warszawski.

## Życiorys
Był najstarszym synem mistrza krawieckiego i kuśnierza Konstantego (1848–1933) i Katarzyny z Rejmentów (1955–1919), najstarszej siostry Władysława Reymonta. Siostra Zofia (1883–1969) wyszła za artystę malarza Michała Borucińskiego. Początkowo pobierał naukę w szkole rysunków w pracowni Wojciecha Gersona w Warszawie. Następnie studiował na Wydziale Architektury Instytutu Politechnicznego w Warszawie, dyplom uzyskał na Politechnice w Karlsruhe (1906) i w Instytucie Inżynierów Cywilnych w Petersburgu (1908–1909). Był członkiem Ligi Narodowej od 1905 roku, członkiem Narodowego Związku Robotniczego. W latach 1909–1911 pracował przy budowie  linii kolejowej Herby–Kielce.
Po roku 1913 mieszkał w Warszawie i był architektem diecezjalnym, członkiem Prymasowskiej Rady ds. Budownictwa Sakralnego. Pracował jako wykładowca budownictwa w Szkole Mechaniczno-Technicznej Hipolita Wawelberga i Stanisława Rotwanda, Uniwersytecie Ludowym oraz Wolnej Wszechnicy Polskiej.
Po roku 1916 budowniczy okręgowy i kierownik Wydziału Budowlanego m. Warszawy, 1918–1926 szef sekcji, a następnie dyrektor departamentu w Ministerstwie Robót Publicznych. W latach 1926–1928 etatowy architekt Banku Gospodarstwa Krajowego. Ważną część twórczości Konstantego Jakimowicza stanowiły budowle sakralne. W 1928 został mianowany szambelanem papieża Piusa XI, a w 1939 szambelanem papieża Piusa XII.
Pełnił funkcje prezesa Koła Architektów w Warszawie, członka Rady Stowarzyszenia Architektów Polskich, członka wydziału konserwacji Towarzystwa Opieki nad Zabytkami. W okresie okupacji 1940–1944 zatrudniony w Wydziale Budownictwa Zarządu m. Warszawy, po wojnie pracował w Biurze Odbudowy Stolicy. Został architektem diecezjalnym i członkiem Rady Prymasowskiej Odbudowy Kościołów Warszawy, powołanej 24 kwietnia 1947 przez Prymasa Polski, kardynała Augusta Hlonda.
Jego synem był Andrzej Jakimowicz, historyk sztuki, powstaniec warszawski.
Został pochowany na cmentarzu Powązkowskim w Warszawie (kwatera 67-5-16,17), wraz z żoną Stanisławą z Wywijanków (1883–1956). W drugim grobie rodziny Jakimowiczów (kwatera 174-2-18) spoczywają rodzice architekta.

## Ordery i odznaczenia
- Krzyż Komandorski Orderu Odrodzenia Polski (27 grudnia 1924)[6]
- Medal Niepodległości (13 kwietnia 1931)[7]
- Medal Dziesięciolecia Odzyskanej Niepodległości
- Srebrna Odznaka SARP (1954)
- Wielki Oficer Orderu Korony Rumunii (Rumunia)

## Realizacje

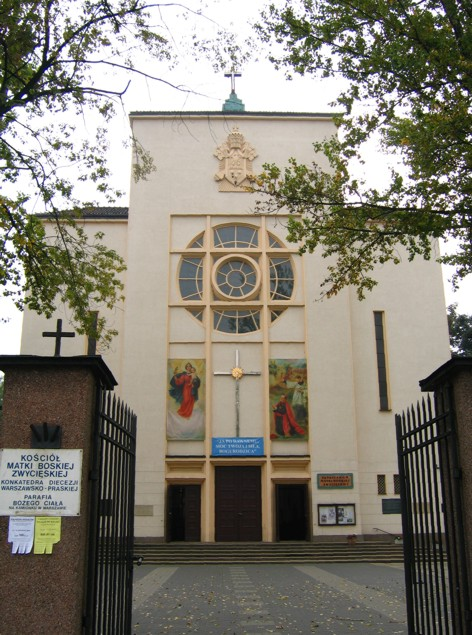
Konkatedra Matki Bożej Zwycięskiej na Kamionku w Warszawie

Według jego projektów budowano głównie w Warszawie i jej okolicy. Spośród jego realizacji należy wymienić:
- Dom Akademiczek fundacji barona Hirscha przy ul. Górnośląskiej 14 w Warszawie[8];
- Dom Akcji Katolickiej „Roma” przy ul. Nowogrodzkiej 49 w Warszawie, obecnie Teatr Muzyczny Roma; projekt wg konkursowej pracy Stefana Szyllera. Po paraliżu jakiego doznał Szyller w 1931 roku Jakimowicz prowadził budowę Romy do końca[9];
- Dom parafialny przy ul. Mokotowskiej 13 (obecnie Teatr Współczesny w Warszawie);
- Schronisko dla bezdomnych Przytulisko przy ul. Wilczej 7, obecnie Dom Generalny Zgromadzenia Sióstr Franciszkanek od Cierpiących;
- Dom Księży Emerytów przy ul. Ratuszowej;
- Budynki stacyjne Kolei Jabłonowskiej zachowane do dziś w Aninie, Międzylesiu i Falenicy, oraz Grójeckiej Kolei Dojazdowej – zachowany budynek dawnej stacji Wilanów – obecnie poczta przy ul. Stanisława Kostki Potockiego 31;
- Wille prywatne na Saskiej Kępie, w Otwocku i Konstancinie;
- Gmachy szkolne wybudowane w tzw. stylu magistrackim przy ul. Otwockiej i Syreny (szkoła prowadzona przez siostry Felicjanki) oraz Szkoły Powszechnej im. Biskupa Stanisława Galla na Kamionku prowadzonej przez siostry Szarytki przy ul. Grochowskiej 365;
- Konkatedrę Matki Bożej Zwycięskiej w Warszawie;
- Kościół pod wezwaniem św. Teresy od Dzieciątka Jezus przy ul. Tamka;
- Kościół pod wezwaniem Najświętszego Serca Pana Jezusa w Tarnowie;
- Kościół św. Wawrzyńca Męczennika w Jazgarzewie;
- Krypty książąt mazowieckich Stanisława i Janusza oraz Henryka Sienkiewicza w Katedrze Św. Jana w Warszawie;
- Nagrobek siostry Kazimiery Gruszczyńskiej, założycielki Zgromadzenia Sióstr Franciszkanek od Cierpiących na cmentarzu Powązkowskim
- Nagrobek Władysława Reymonta na cmentarzu Powązkowskim;
- dworce w Turowie, Juliance, i Koniecpolu[10].